# Агилера, Дамиан
Эдгар Дамиан Агилера Меркадо (исп. Edgar Damián Alguera Mercado; род. 11 февраля 2004, Сан-Хосе, Калифорния) — сальвадорский футболист, вратарь клуба «Кал Стейт Бейкерсфилд Роадраннерс» сборной Сальвадора.

## Клубная карьера
Агилера — воспитанник клубов «Де Анса Форсе», «Спортинг Канзас Сити», «Сан-Хосе Эртквейкс» и «Филадельфия Юнион». В 2022 году игрок был включён в заявку на сезон последних. В том же году Агилера поступил в Калифорнийский университет, где начал выступать за футбольную команду учебного заведения.

## Международная карьера
В 2022 году в составе молодёжной сборной Сальвадора Агилера принял участие в молодёжном Кубке КОНКАКАФ в Гондурасе. На турнире он сыграл в матчах против сборных Гватемалы, Арубы, Панамы и Доминиканской Республики.
25 сентября 2021 года в товарищеском матче против сборной Гватемалы Агилера дебютировал за сборную Сальвадора.